# روچیانه
روچیانه (به لهستانی:  Ruciany) یک روستا در لهستان است که در گمینا بیلانه واقع شده‌است.